# دنین هاوارد
دنین هاوارد (انگلیسی: Denean Howard؛ زادهٔ ۵ اکتبر ۱۹۶۴) دونده اهل ایالات متحده آمریکا است.
وی در مسابقات کشوری و بین‌المللی در مجموع برندهٔ ۱ مدال طلا، ۲ مدال نقره، ۱ مدال برنز شده‌است.